# Hendrik van Vianden (bisschop)

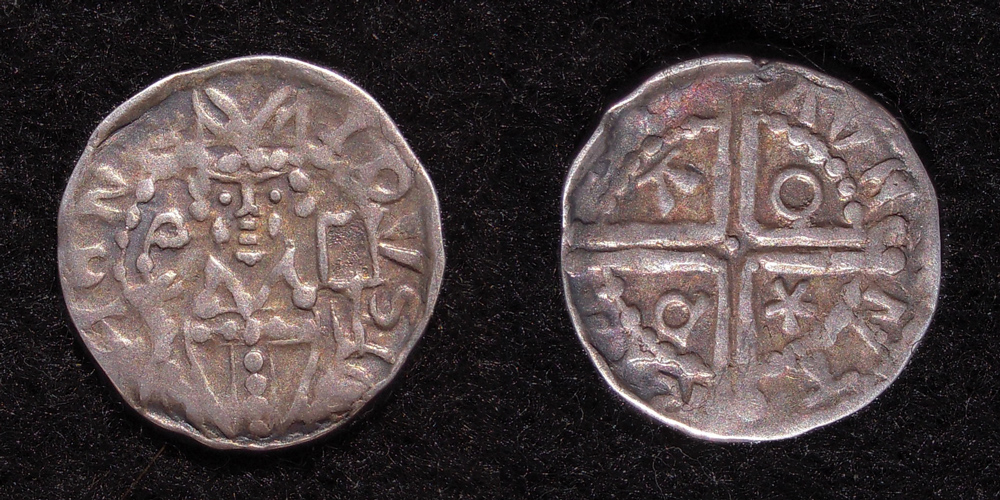
Zilveren penning of denarius van Hendrik van Vianden als bisschop van Utrecht, geslagen kort na 1250, muntplaats Deventer. De voorzijde toont een gemijterd borstbeeld van de bisschop met staf en missaal. Omschrift: HENR-ICVS. De keerzijde toont een lang kruis met */P/A/O in de kwartieren, omschrift: + D-AVE-NT-RIA.

Hendrik van Vianden (gestorven op 2 juni 1267) was bisschop van Utrecht van 1249 tot 1267. 

## Biografie
Van Vianden was een zoon van graaf Hendrik I van Vianden, graaf van Vianden en heer van kasteel Vianden. Zijn moeder, Margaretha van Namen, gravin van Namen, was een dochter van Peter van Courtenay, Latijns keizer van Constantinopel. Hendrik was de broer van Yolande van Vianden, een Luxemburgse geestelijke.
Hij was domproost van Keulen en maakte in 1248 de start van de bouw van de grote Dom van Keulen mee. In de strijd tussen Welfen en Hohenstaufen werd hij door eerstgenoemde partij naar voren geschoven als bisschopskandidaat. Paus Innocentius IV benoemde hem vervolgens ondanks het verzet van de Utrechtse kapittels. Hij ontving zijn wijding pas in 1252 en was tot dat jaar dus elect.

Hendrik steunde de Duitse tegenkoning Willem II van Holland, maar deze buitte de geschillen die ontstonden tussen Hendrik enerzijds en de adel en de stad Utrecht anderzijds uit voor eigen gewin. Hendrik bedwong zijn tegenstanders, maar hun actie was een voorbode voor de standenstrijd die komen zou.
Hendrik van Vianden verleende stadsrechten aan een groot aantal plaatsen, zoals Hasselt (1252), Amersfoort (1259), Goor (1263), Oudewater (1265), Loenen en Vreeland (1265). In laatstgenoemde plaats bouwde hij het kasteel Vredelant als grensvesting met Holland.
In 1254 legde hij de eerste steen voor de gotische Domkerk van Utrecht, nadat het oude kerkgebouw in 1253 door de negendaagse stadsbrand geteisterd was. Hij werd ook in de Dom begraven.

## Trivia
In diverse Nederlandse plaatsen, waaronder Amersfoort, Oudewater, Vreeland, Achterveld en Kampen, komt de straatnaam Hendrik van Viandenstraat voor. 